# Râul Eiul
Râul Eiul este un afluent al răului Vedea din România.